# Polynema pyrophila
Polynema pyrophila är en stekelart som beskrevs av Perkins 1910. Polynema pyrophila ingår i släktet Polynema och familjen dvärgsteklar. Inga underarter finns listade i Catalogue of Life.